# Vincent (sang)
 For alternative betydninger, se Vincent (flertydig). (Se også artikler, som begynder med Vincent)
"Vincent" er en sang skrevet af Don McLean som en hyldest til Vincent van Gogh. Den er også kendt for sangens åbningslinje, "Starry Starry Night", en henvisning til van Gogh's maleri Stjernenatten. Sangen beskriver også forskellige andre malerier af von Gogh. McLean skrev teksten i 1971, og året efter opnåede sangen en førsteplads på hitlisterne i Storbritannien.